# Zumholz
Zumholz est une localité et une ancienne commune suisse du canton de Fribourg, située dans le district de la Singine. Depuis la fusion intervenue le 1er janvier 2017, cette localité fait partie de la commune de Planfayon.

## Géographie
Zumholz mesure1,89 km2. 7,9 % de cette superficie correspond à des surfaces d'habitat ou d'infrastructure, 71,2 % à des surfaces agricoles, 17,8 % à des surfaces boisées et 3,1 % à des surfaces improductives.

## Population et société

### Surnom
Les habitants de la localité sont surnommés die Holzschrötler, soit les bûcherons en dialecte alémanique fribourgeois.

## Démographie
Zumholz compte 397 habitants à la fin de l'année 2022. Sa densité de population atteint 210 hab./km2.
Le graphique suivant résume l'évolution de la population de Zumholz entre 1850 et 2008 :